# Eckartswiller
Eckartswiller es una localidad y comuna francesa, situada en el departamento de Bajo Rin en la región de Alsacia. Tiene una población de 452 habitantes y una densidad de 36 h/km².